# جیان لوکا شولز
جیان لوکا شولز (انگلیسی: Gian Luca Schulz؛ زادهٔ ۱۴ ژانویهٔ ۱۹۹۹) بازیکن فوتبال است.